# Víctor Rubén López
Víctor Rubén López (Córdoba, 19 dicembre 1978) è un ex calciatore argentino, di ruolo difensore.

## Caratteristiche tecniche
Gioca come difensore centrale.

## Carriera

### Club
Durante la sua carriera ha vestito le maglie di Racing de Córdoba, Talleres, Arsenal e Real Sociedad, per poi trasferirsi al Banfield nel 2008, squadra con cui vincerà il campionato di Apertira del 2009. Il 21 gennaio 2012 rescinde il suo contratto con il Banfield che sarebbe scaduto il 30 giugno 2013.

## Palmarès
- Campionato argentino: 1

Banfield: 2009-2010 (A)
Newell's: 2012-2013 (C)